# Hauts plateaux abyssins
Les hauts plateaux abyssins, également appelés hauts plateaux éthiopiens ou trapps d'Éthiopie, forment une région montagneuse accidentée de la Corne de l'Afrique. Principalement situés en Éthiopie, ils s'étendent également partiellement en Érythrée et en Somalie (Somaliland).
Ces plateaux sont formés d'une série de trapps mis en place il y a trente millions d'années par épanchement fissural d'un magma mantellique, liée à la remontée d'un point chaud. Ces dépôts volcaniques massifs, qui ont probablement eu lieu en moins d'un million d'années, se sont accumulées sur 2 500 m d'épaisseur. Ils encadrent le graben de la vallée du Grand Rift et notamment la dépression de l'Afar ; ils se prolongent au nord par l'Itbay qui longe la rive occidentale de la mer Rouge. Ces régions d'altitude au climat plus frais et plus humide que le reste du pays sont propices à l'agriculture, notamment de caféier, et contiennent les sources de nombreux cours d'eau dont le Nil Bleu ce qui leur vaut le nom de « toit de l'Afrique ».

## Écorégion

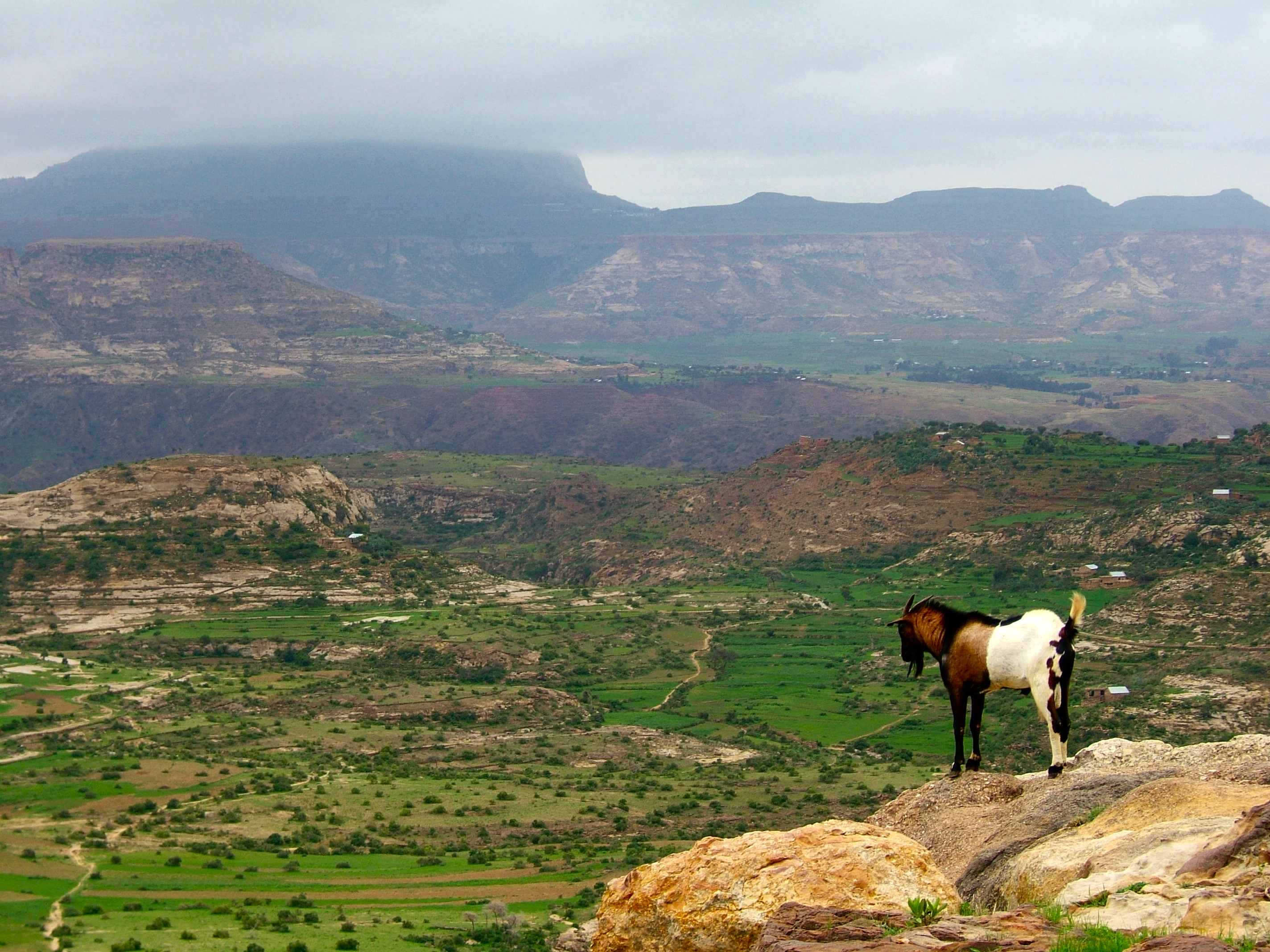
Vue des plateaux éthiopiens.

Les hauts plateaux éthiopiens regroupent deux écorégions terrestres de prairies et brousses d'altitude : les prairies et forêts claires d'altitude éthiopiennes et les landes d'altitude éthiopiennes.
Ces zones montagneuses forment une région écologique identifiée par le Fonds mondial pour la nature (WWF) comme faisant partie de la liste « Global 200 », c'est-à-dire considérée comme exceptionnelle au niveau biologique et prioritaire en matière de conservation.
Durant la saison humide (de juin à septembre), les moussons de l'océan Indien apportent de l'air saturé en eau. Les hauteurs abyssines, en formant un obstacle majeur aux vents dominants, reçoivent l'essentiel des pluies saisonnières (plus de 500 mm annuellement) issues de ces moussons. Les pluies alimentent les cours d'eau, qui descendent dans la dépression de l'Afar, zone aride à hyperaride.

## Histoire
- Royaume de Kaffa (1390-1897)